# The Meyerowitz Stories
The Meyerowitz Stories (New and Selected) (en Hispanoamérica: Los Meyerowitz: la familia no se elige) es una película dramática estadounidense de 2017 dirigida y escrita por Noah Baumbach. La película está protagonizada por Adam Sandler, Ben Stiller, Dustin Hoffman, Elizabeth Marvel, Grace Van Patten y Emma Thompson, y sigue a un grupo de hermanos adultos disfuncionales que intentan vivir a la sombra de su padre. La cinta fue seleccionada para competir por la Palma de Oro en la sección de competencia principal y también ganó el premio Palm Dog en el Festival de Cine de Cannes 2017.
The Meyerowitz fue la segunda película de Netflix que compitió en el festival, junto con Okja, lo que provocó cierta controversia con el presidente del jurado, Pedro Almodóvar, quien opina que las películas del Festival de Cannes deben realizarse para pantallas grandes y no para sitios de distribución en línea. En 2017, el Festival de Cannes anunció una nueva norma que exige que una película que compite en Cannes "se comprometa a ser distribuida en salas de cine francesas". Una ley francesa exige que las películas no se puedan mostrar en servicios de transmisión durante 36 meses después de su presentación teatral. Esto efectivamente bloqueará las películas de Netflix de futuros festivales.
A pesar de la controversia, la película ha recibido críticas positivas de parte de la prensa especializada, que ha elogiado el guion de Baumbach y la actuación de Sandler. Fue lanzada en algunos teatros y en streaming por Netflix el 13 de octubre de 2017.

## Sinopsis
Tras separarse de su esposa, Danny Meyerowitz, desempleado, se muda con su padre, Harold, profesor de arte y escultor jubilado del Bard College , y su cuarta esposa, Maureen, una hippie agradable pero alocada. Jean es su hermana y tienen un medio hermano menor, Matthew. Danny tiene una relación muy estrecha con su hija, Eliza, estudiante de primer año de cine en el Bard College. Eliza muestra una de sus películas sexualmente provocativas a la familia, quienes se esfuerzan por disimular su sorpresa, elogiando en cambio su energía y calidad de producción.
Algunas obras de Harold han sido seleccionadas para una exposición colectiva de la facultad de Bard, pero él se niega a participar. Danny y Harold asisten a la retrospectiva del MoMA de un amigo y contemporáneo de Harold, el exitoso L.J. Shapiro. Allí, ni el padre ni el hijo se sienten cómodos; Harold siente que el mundo del arte lo ha olvidado y decide, literalmente, huir calle abajo. Danny conoce a Loretta, la hija de Shapiro, su amiga de la infancia, pero se ve obligado a irse para perseguir a Harold.
El hijo menor de Harold, Matthew, un exitoso asesor financiero de estrellas de rock de la Costa Oeste en Los Ángeles, está en Nueva York por negocios y queda con Harold para almorzar con un amigo contador. Intentan convencer a Harold de que venda su casa de Manhattan y su escultura, ya que apenas puede pagar los servicios. Harold les dice que la decisión de vender la casa es una decisión privada de la familia y se marcha furioso. En un tercer restaurante, critica los precios, pero pide una cantidad generosa cuando Matthew dice que pagará.
Durante el almuerzo en el restaurante, Harold se siente ofendido por la arrogancia de otro cliente y obliga a Matthew a perseguirlo cuando alega que el cliente intercambió chaquetas con él. Aunque se equivocan, padre e hijo conectan ligeramente en una indignación moralista. Esa noche, visitan a la madre de Matthew y segunda esposa de Harold, Julia, quien desde entonces se ha casado con un hombre llamado Cody, un filisteo adinerado. Ella les dice que lamenta no haber sido una mejor madre para los dos hijos de Harold de un matrimonio anterior (Danny y Jean); su franqueza los incomoda y están ansiosos por irse. Matthew resiente a Harold por preferir una vida de arte al dinero. "¡Te gané!", le grita al Volvo de su padre que se marcha.
A Harold le diagnostican un hematoma subdural crónico . Ingresa en el hospital, donde, a medida que pasan los días, sus hijos aprenden a manejar su cuidado, después de apoyarse primero en el médico y la enfermera de Harold para que lo hagan. Fuera del hospital, Jean les dice a sus hermanos que el amigo de la familia, que está visitando a Harold en ese momento, se expuso y se masturbó frente a ella cuando era niña. Molestos con la revelación, Matthew y Danny deciden golpear al amigo, hasta que descubren que es un hombre mayor que requiere atención de enfermería. En cambio, dañan el auto del amigo con creciente euforia. Jean expresa su decepción con su hermano y medio hermano, ya que quería que alguien simplemente la escuchara en lugar de hacerle tanto daño sin su consentimiento.
En Bard, representando a su padre en la exposición colectiva de la facultad, Matthew y Danny se pelean en el patio; más tarde, ensangrentados y llorando, ambos hacen comentarios narcotizados como representantes de Harold, principalmente sobre sí mismos, y Matthew termina desmoronándose emocionalmente durante su discurso. Mientras Harold convalece en la casa de campo de Maureen (la casa fue vendida, a pesar del cambio de opinión de Matthew), Matthew y Harold caen en la cuenta de que la escultura favorita de Harold, titulada "Matthew", un objeto de resentimiento para Danny y Jean durante toda su vida, probablemente se basaba en sus sentimientos por el joven Danny.
Danny, quien hasta ahora se ha mostrado solícito con su padre, se niega a cuidarlo mientras Maureen está fuera y acepta la oferta de su hermano de un viaje a California, pero le perdona sus fracasos como padre. De camino al vuelo, conoce a Loretta, ahora soltera, quien le sugiere ir juntos a la proyección de una película que Eliza ha hecho. En el sótano del Whitney , Eliza descubre la escultura de su abuelo, que se creía perdida desde hacía tiempo.

## Reparto
- Adam Sandler como Danny Meyerowitz.
- Ben Stiller como Matthew Meyerowitz.
- Dustin Hoffman como Harold Meyerowitz.
- Elizabeth Marvel como Jean Meyerowitz.
- Emma Thompson como Maureen.
- Grace Van Patten como Eliza.
- Candice Bergen como Julia.
- Rebecca Miller como Loretta Shapiro
- Judd Hirsch como L.J. Shapiro.
- Adam Driver como Randy.
- Sigourney Weaver como ella misma.
- Gayle Rankin como Pam.
- Danny Flaherty como Marcus.
- Adam David Thompson como Brian.
- Ronald Alexander Peet como James.